# Acantholimon karabajeviorum
Acantholimon karabajeviorum är en triftväxtart som beskrevs av Lazkov. Acantholimon karabajeviorum ingår i släktet Acantholimon och familjen triftväxter. Inga underarter finns listade i Catalogue of Life.